# María de la Paz Ferrari
María de la Paz Ferrari (12. rujna 1973.)(12. rujna 1973.) je argentinska hokejašica na travi. Igra na položaju obrambene igračice, a svojim igrama je izborila mjesto u argentinskoj izabranoj vrsti. Visine je 162 cm. Danas radi kao trenerica.
2008. je bila trenericom kluba Club Náutico Hacoaj, a prije toga u Club San Fernando.
Od 1992. je u klubu San Fernando, a od 2001. ima školu u tom klubu. 

## Sudjelovanja na velikim natjecanjima
- 1991., Havana: Panameričke igre, zlato
- 1993., Barcelona: juniorsko SP: zlato
- 1994. Čile: južnoam. prvenstvo, zlato
- 2001., Amstelveen: Trofej prvakinja, zlato
- 2002., Perth: SP - zlato
- 2003., Santo Domingo: Panameričke igre, zlato

## Vanjske poveznice
- (šp.) Hockey-Argentina[neaktivna poveznica] Belgrano se aseguro el puesto en un partido de alto vuelo, 5. listopada 2008.
- (šp.) Hockey-Argentina[neaktivna poveznica] Slika s utakmice Argentina - Australija 28. travnja 2001.
- (engl.) "María Paz Ferrari"  Arhivirana inačica izvorne stranice od 30. rujna 2009. (Wayback Machine), Sports Reference.
- (šp.) Comercioonline Sanfernandinas destacadas